# Bakkerom
Bakkerom is een gehucht onder Boerakker in de gemeente Westerkwartier in de Nederlandse provincie Groningen. Het gehucht ligt aan de N388, tussen De Tenten, De Jouwer, Kuzemer, 't Kret, De Jammer en Boerakker. Door het gehucht stroomt het Wolddiep.
De herkomst van de naam is onzeker. Volksverhalen zeggen dat het een verbastering van een kreet uit de vervening 'de bak moet om' zou kunnen zijn, het van 'Boerakker om' zou kunnen komen of dat het een resultaat zou kunnen zijn van bakkers uit Oldekerk en Boerakker die hier 'omkeerden'.
Bij het gehucht werd tot de jaren 1950 turf (baggel) gestoken, waardoor er petgaten ontstonden. De petgaten en hooilanden eromheen worden tegenwoordig onderhouden door Staatsbosbeheer, als onderdeel van het relatienotagebied Tolberter Petten. In het gebied, dat omgedoopt is tot natuurgebied 'De Bakkerom', komen plantensoorten als de echte koekoeksbloem, grote ratelaar, gele lis, gewone dotterbloem en diverse zeggesoorten voor. Ook nestelen er weidevogels als de grutto, tureluur, kievit en waterhoen. Ook de zwarte stern broedt er. Rondom het natuurgebied is in 2005 een fietspad aangelegd naar De Jouwer, waarbij het Wolddiep moet worden overgestoken met een pontje. Om het waterpeil op peil te houden (het waterpeil is er hoger dan in het Wolddiep) is onder andere in 1988 een kwelscherm aangebracht in de bodem en later nog een plas aangelegd om als een soort tegendruk te fungeren.

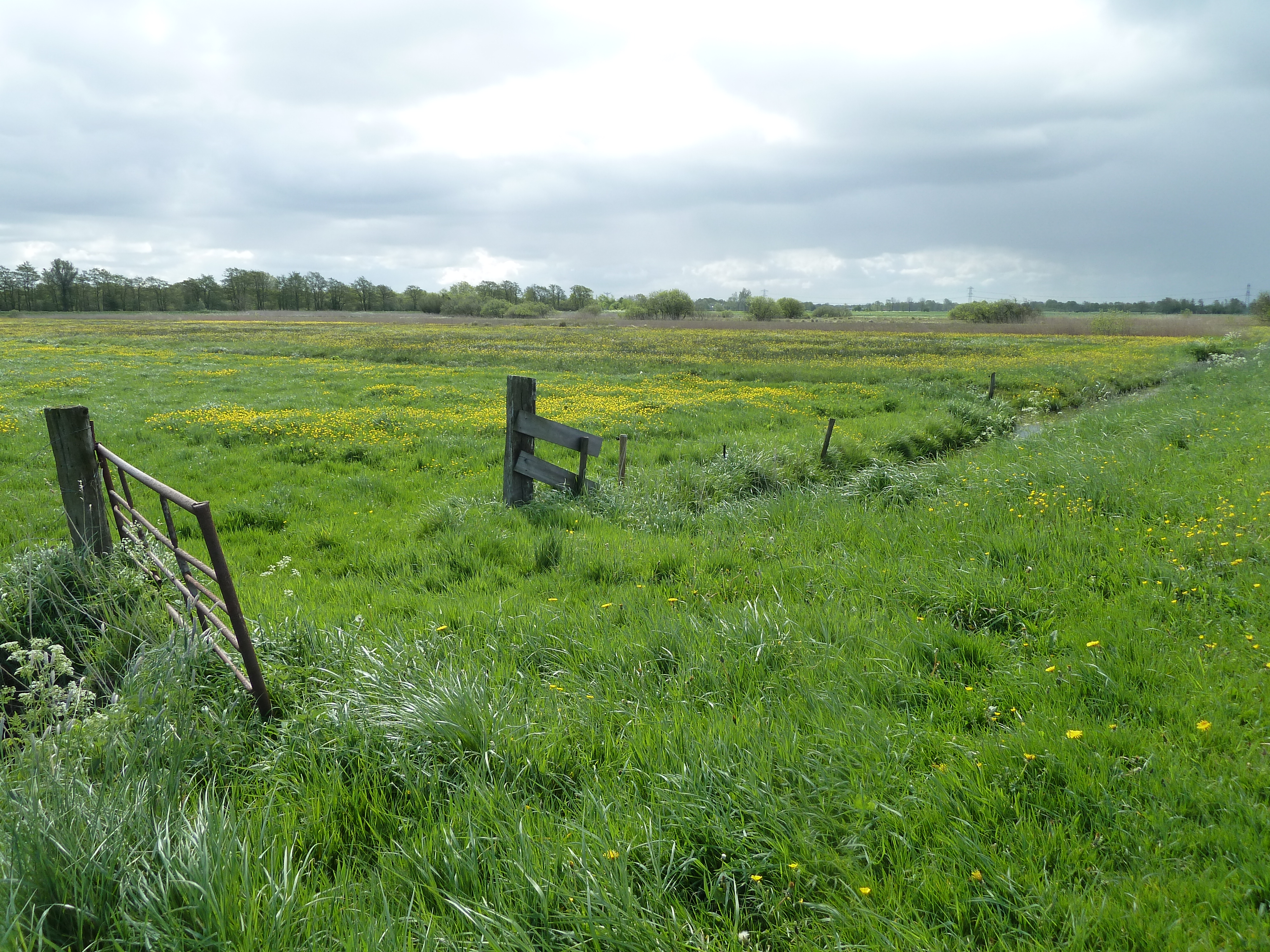
Weiland bij Bakkerom gezien vanaf De Jouwer
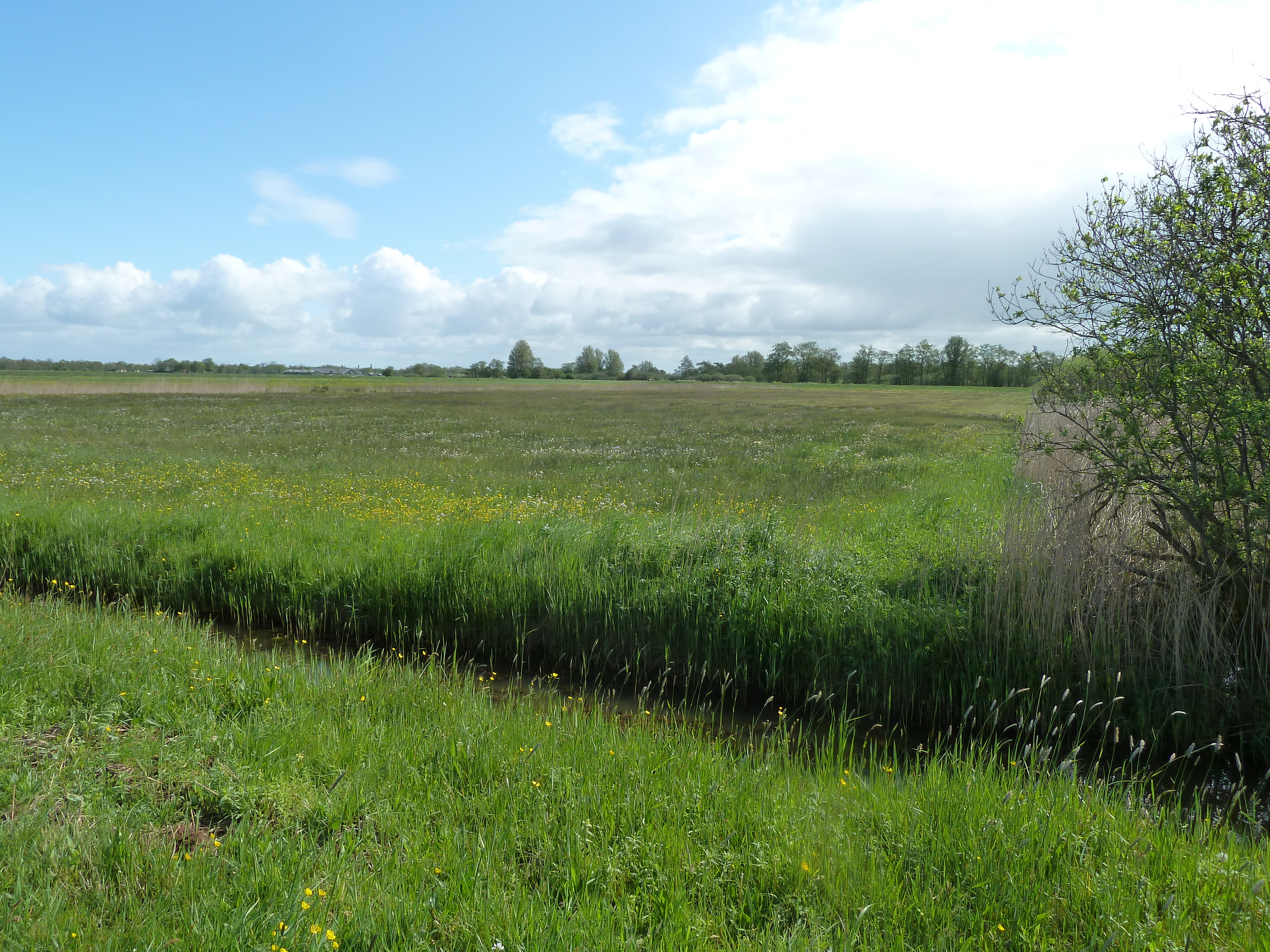
Ernaastgelegen hooiland